# Měsíční svit
Měsíční svit (v anglickém originále Moonlighting) je americký komediálně-dramatický televizní seriál, který byl vysílán televizní síti ABC od 3. března 1985 do 14. května 1989. Celkem bylo natočeno 66 dílů. Pilotní epizoda byla u dalších repríz rozdělena na dvě části. V hlavních rolích byla Cybill Shepherdová a Bruce Willis jako soukromí detektivové. Seriál byl směs dramatu, komedie, fantasy a romantiky. Měsíční svit je považován za jeden z prvních úspěšných a vlivných příkladů komediálního dramatu.
Spoluautorem úvodní znělky a interpretem byl jazzový zpěvák Al Jarreau. Znělka se stala hitem. Televizní seriál měl úspěch díky filmové hvězdě, Bruci Willisovi, který byl dokonalým sparring partnerem herečce Cybill Shepherdové, pro kterou to byl „nový začátek" po řadě nevydařených projektů.
V roce 1997 byl čtvrtý díl druhé řady s názvem Každý má své dny (anglicky The Dream Sequence Always Rings Twice) zařazen v rámci žebříčku TV Guide's 100 Greatest Episodes of All Time na 34. místo. V roce 2007 časopis Time ve svém žebříčku 100 Best TV Shows of All-Time vyhodnotil tento seriál jako jeden z nejlepších. Vztah mezi Davidem a Maddie byl v seznamu TV Guide označen jako nejlepší televizní pár všech dob.

## Děj
Děj seriálu se točil kolem kriminálních případů, které vyšetřovala detektivní agentura Blue Moon, ve které obchodními partnery byli: Madeline „Maddie" Hayes a David Addison jr. Seriál byl kombinací záhad, ostrých dialogů a sexuálního napětí mezi nimi. Seriál představil světu Bruce Willise a po téměř desetileté nepřítomnosti přivedl Cybill Shepherdovou zpět do centra pozornosti. Obě hlavní postavy byly představeny ve dvouhodinové pilotní epizodě.
Seriál začíná osobním neštěstím Maddie Hayesové, bývalé modelky, který ocitá se v konkurzu poté, co její účetní zpronevěřila všechny její likvidní aktiva. V rámci daňové optimalizace si kdysi dávno pořídila několik neúspěšných firem. Jednou z těchto firem je City of Angels Detective Agency, kterou vede bezstarostný David Addison jr. Když se dozví, že jeho podnik převzala Maddie Hayesová, přesvědčí ji, aby agenturu zachovala a stali se obchodními partnery. Ona souhlasí, ale pod podmínkou, že bude detektivní agentura přejmenována na Blue Moon Investigations. Toto jméno vybrala proto, že dříve byla známá jako tím, že jako modelka půjčila svůj hlas (fiktivní) společnosti Blue Moon Shampoo Company. V některých epizodách byla podle hlasu různými postavami poznávána jako ona „dívka Blue Moon“.
Tvůrce seriálu, Glenn Gordon Caron, při vydání DVD s třetí sérii, řekl, že jeho inspirací pro tento seriál byla hra od Wiliama Shakespeara, Zkrocení zlé ženy (anglicky The Taming of the Shrew), kterou viděl v Central Parku, v hlavních rolích s Meryl Streepovou a Raúlem Juliou. Parodie na tuto hru uvedena ve 3. sérii v epizodě Atomic Shakespeare.

## Obsazení

### Hlavní role
| Cybill Shepherd  | Maddie (Madeline) Hayes, bývalá modelka        |
| Bruce Willis     | David Addison Jr., detektiv                    |
| Allyce Beasley   | Agnes DiPesto, recepční                        |
| Curtis Armstrong | Herbert Viola, zaměstnanec detektivní agentury |
| Jack Blessing    | MacGillicudy, zaměstnanec detektivní agentury  |

### Charakteristika hlavních rolí
- Cybill Shepherdová jako Maddie (Madeline) Hayes: Je elegantní žena a bývalá modelka. Zbankrotovala, protože její účetní zpronevěřil všechny její  peníze. Je nucena se živit tím, že provozuje detektivní agenturu, kterou předtím vlastnila jako daňový odpis. S využitím své minulosti celebrity a modelky, nyní majitelky detektivní agentury, přivádí nové klienty a nové zakázky do firmy, která dříve fungovala bez jakékoli disciplíny. Než scenárista napsal prvních 50 stran scénáře pro pilotní díl, došlo mu, že tento seriál psal vlastně pro Cybill Shepherdovou.[11][12][13] Ona si po přečtení scénáře okamžitě uvědomila, že je to typ seriálu, který chce dělat. Během jejího prvního setkání s Caronem a producentem Jayem Danielem poznamenala, že ji to připomíná Hawksovy komedie.  Caron a Daniel netušili o čem hovoří, proto jim navrhla, aby si přehráli filmy: Dvacáté století (anglicky Twentieth Century), Leopardí žena (anglicky název Bringing Up Baby) a Jeho dívka Pátek (anglicky His Girl Friday). Zde zjistili, jak se dialogy těchto filmů vzájemně doplňují a překrývají. Týden před natáčením se Caron, Cybill Shepherdová a Bruce Willis dívali pro inspiraci právě na tyto filmy.[14]

- Bruce Willis jako David Addison jr.: Hraje detektiva, který provozuje detektivní agenturu City of Angels Detective Agency. Tváří v tvář představě, že by měl být z firmy vyštván, přesvědčí Maddie Hayes, že by to pro ni byla ztráta peněz a nabídne ji partnerství, také souhlasí se změnou názvu kanceláře. Glenn Gordon Caron musel přesvědčit vedení ABC, aby dali Willisovi tuto hlavní roli, v té době již měl uzavřen kontrakt na pilotní díl a seriál s Shepherdovou. Caron řekl, že si vybíral herce pro hlavní roli z 2000 jiných uchazečů, ale v třetině výběru si byl jistý, že Willis je „je ten chlap", přesto musel na kamerové a čtené zkoušky jít několikrát.[13] V době, kdy přesvědčoval manažery ABC, se vedení vyjádřilo, že Willis může hrát v první sérii, ale podmíněně. V ABC, podle Carona, necítili, že by mezi Shepherdovou a Willisem mohlo být nějaké „uvěřitelné" sexuální napětí.[15]
- Allyce Beasleyová jako Agnes DiPesto: Agnes DiPesto je velmi loajální a velmi nepředvídatelná recepční v detektivní agentuře, která vždy na telefonát odpovídá rýmovačkami. Ve druhé sérii bylo řečeno, že žije na 6338 Hope Street. Když se během natáčení druhé série objevily osobní problémy Shepardové a Willise. scenáristé se zaměřili na vztah Agnes se svým kolegou a zaměstnance agentury Herbertem Violou. V závěrečné sérii, kdy Maddie křičí na Davida, že nebyl schopný naplnit jejich vztah, Agnes pronese: „Je-li Bůh v nebi, měl by se natočit samostatný seriál o Herbertovi a o mě.“
- Curtis Armstrong jako Herbert Viola: Herbert Viola začínal v agentuře jako dočasný zaměstnanec. Producenti viděli Armstronga ve filmech Pomsta šprtů (anglicky Revenge of the Nerds) a Radši umřít (anglicky Better Off Dead). Napadlo je, že by bylo vhodné, aby měla Agnes DiPesto také nějaký vztah, kterým by se uvolnilo filmové napětí mezi Shepherdovou a Willisem. V okamžiku, kdy se Herbert osvědčí ve svých povinnostech, začnou mu být přidělovány skutečné případy, jako mladšímu detektivovi. Debutovat ve třetí sérii, v díle Yours, Very Deadly.[16]
- Jack Blessing jako MacGillicudy: MacGillicudy je zaměstnanec agentury, stal se rivalem Herberta Violy. Debutoval ve třetí sérii, v díle The Man Who Cried Wife.[17]

### Vedlejší role
| Charles Rocket    | Richard Addison, Davidův bratr |
| Eva Marie Saint   | Virginia Hayes, Maddina matka |
| Robert Webber     | Alexander Hayess, Maddin otec |
| Kristine Kauffman | Krism, zaměstnanec Blue Moon |
| Jamie Taylor      | Jamie, zaměstnanec Blue Moon |
| Ben Hartigan      | zaměstnanec Blue Moon |
| Mark Harmon       | Sam Crawford, hraje ve 3. sérii, má citový zájem o Maddie, soupeří s Davidem                                                         |
| Brooke Adams      | Terri Knowles, hraje ve 4. sérii, svobodná matka, ke které se David Madii přiznal během předporodní přípravy, tzv. Lamazovou metodou |
| Virginia Madsen   | Lorraine Anne Charnock, Madiina sestřenice, měla krátkodobě citový zájem o Davida                                                    |

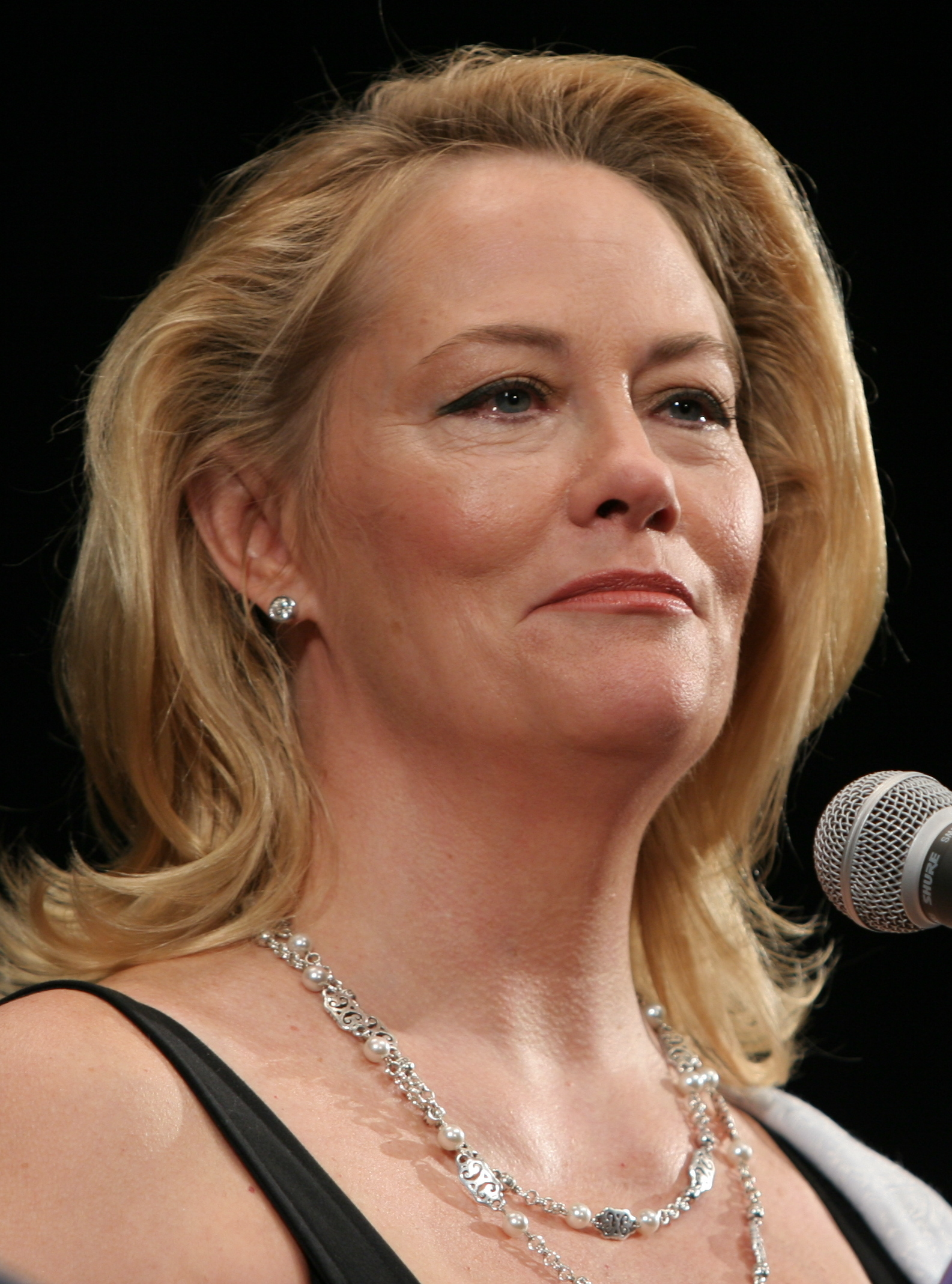
Cybill Shepherdová (2010)
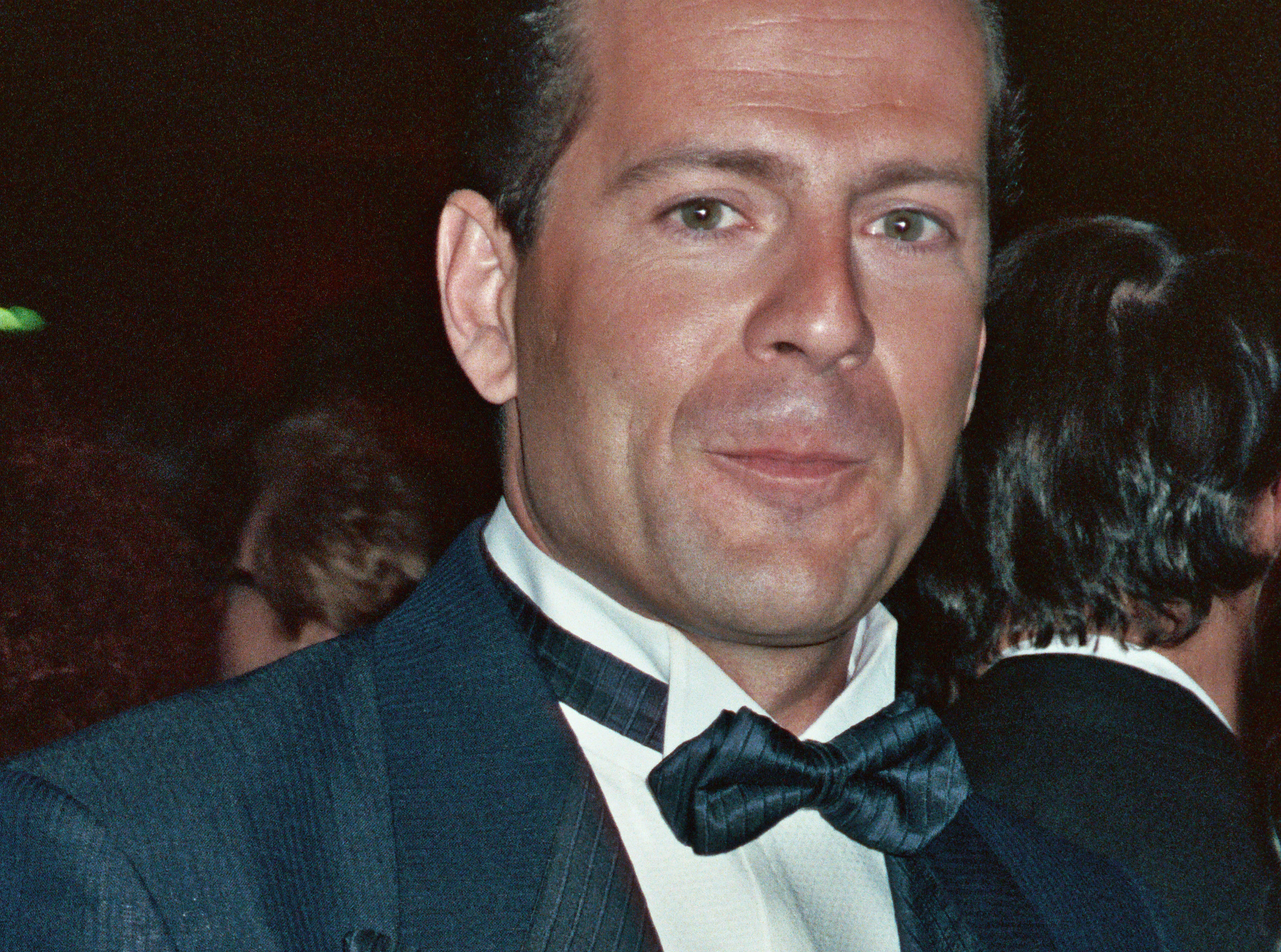
Bruce Willis (1989)
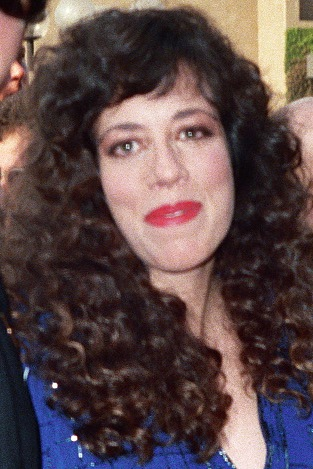
Allyce Beasleyová (1987)
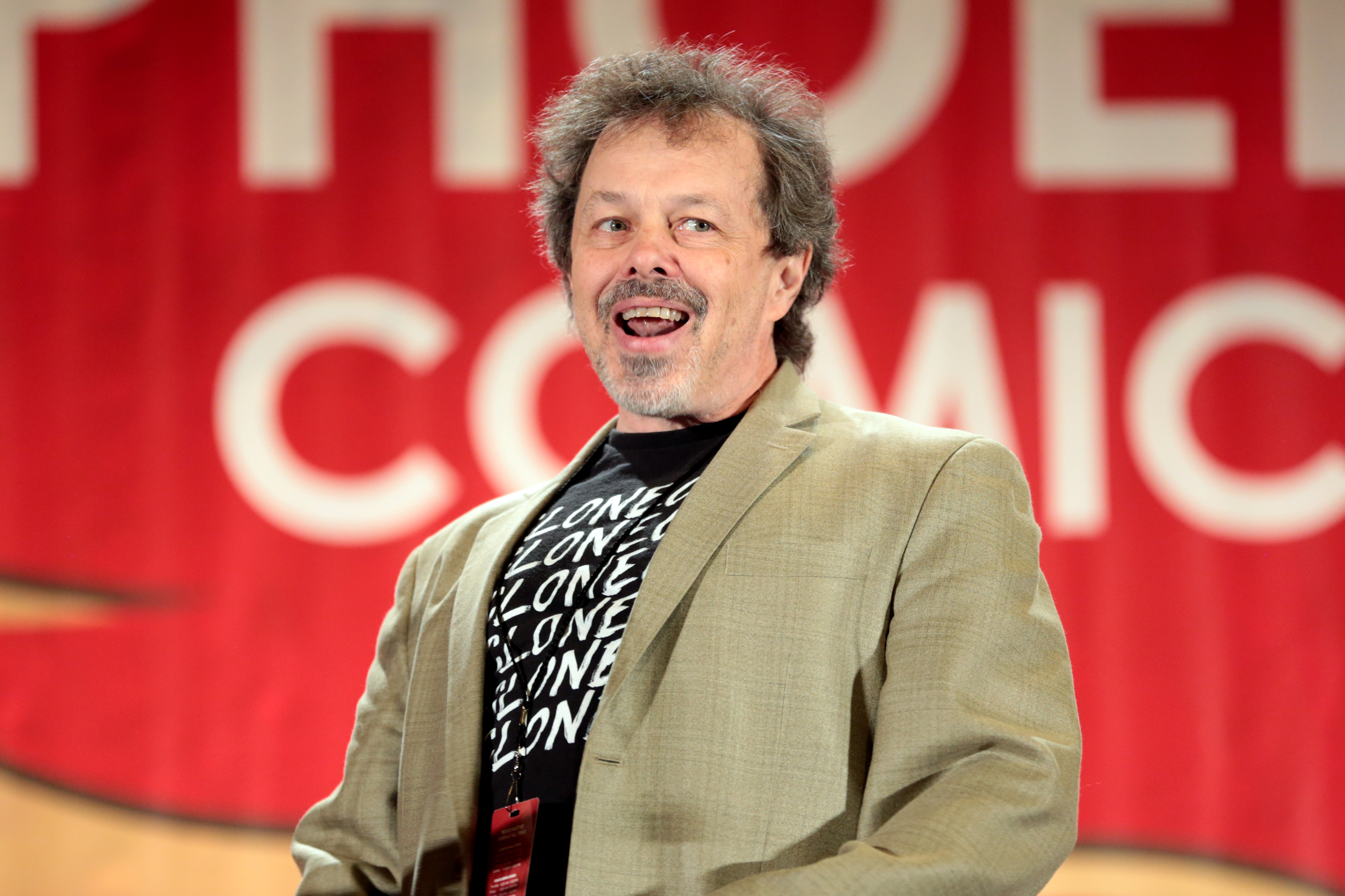
Curtis Armstrong (2017)
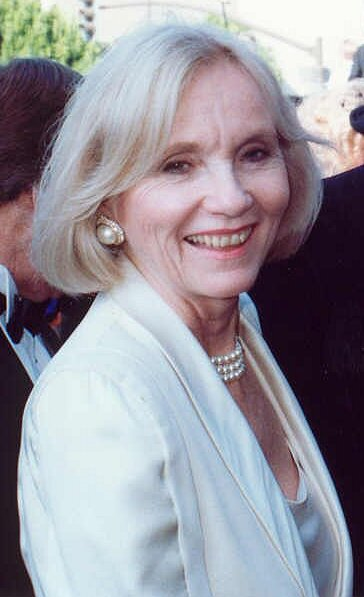
Eva Marie Saint (1990)
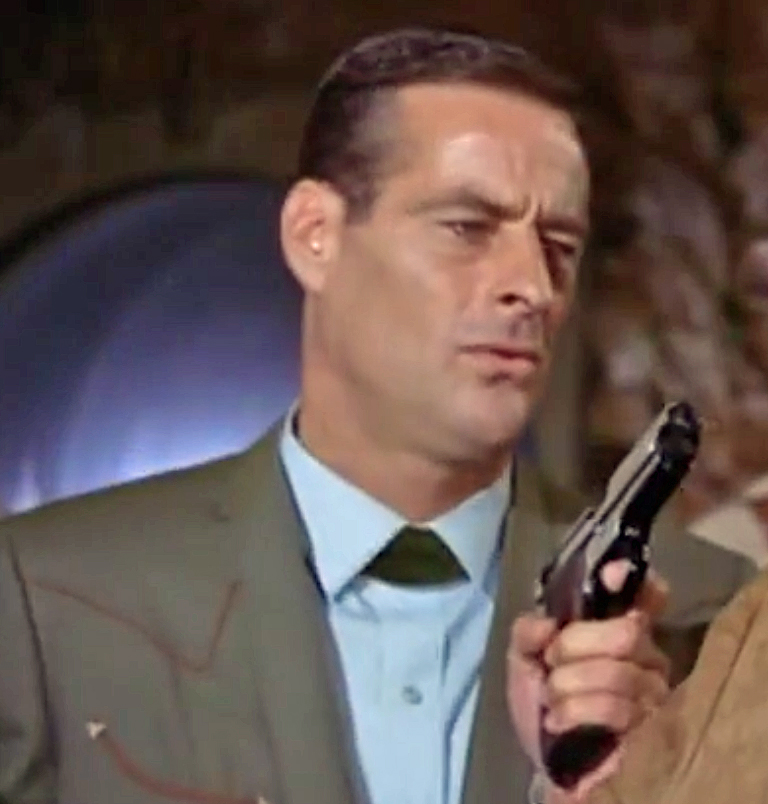
Robert Webber (1966)
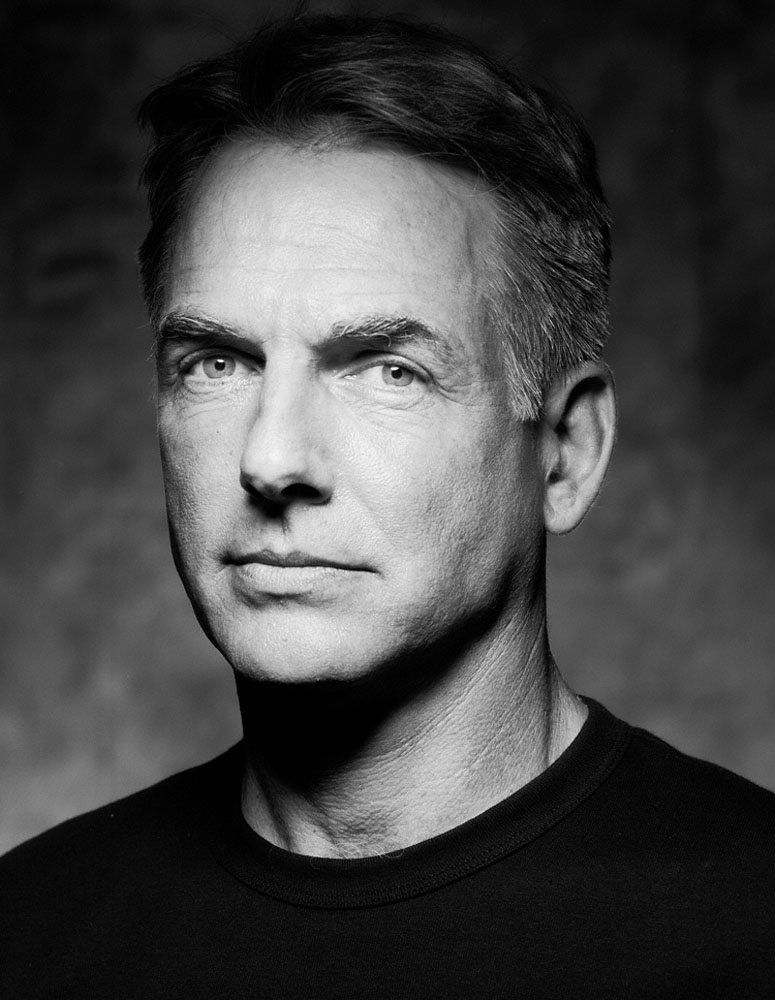
Mark Harmon (2005)
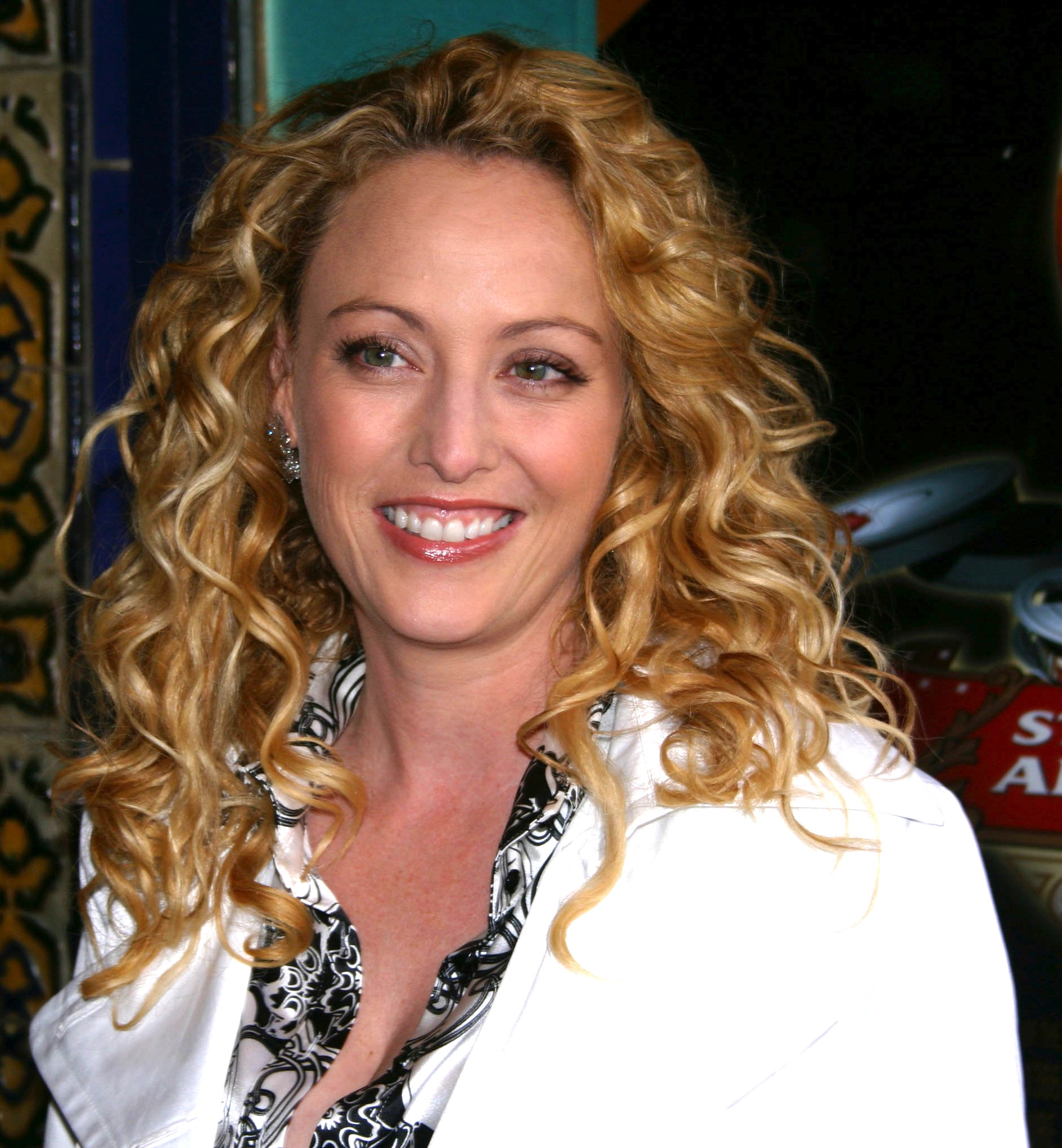
Virginia Madsen (2011)

### Český dabing
| Dagmar Čárová      | Cybill Shepherdová (Madelyn Maddie Hayes)        |
| Alexej Pyško       | Bruce Willis (David Addison jr.)                 |
| Miriam Chytilová   | Allyce Beasley (Agnes DiPesto)                   |
| Jiří Holý          | Robert Ellenstein (Heinz)                        |
| Oldřich Vlach      | James Karen (Alan, právní zástupce Maddie Hayes) |
| Jan Přeučil        | Jim McKrell (Dr. Spellner, plastický chirurg)    |
| Jaroslav Kaňkovský |                                                  |
| Vladimír Kudla     |                                                  |
| Ivan Richter       |                                                  |
| Jiří Schwarz       |                                                  |
| Alena Vránová      |                                                  |
| Vladimír Kudla     |                                                  |
| Jiří Knot          |                                                  |
| Vladislav Beneš    |                                                  |
| Jan Čenský         |                                                  |
| Monika Žáková      |                                                  |
| Aleš Procházka     | titulky                                          |

## Seznam dílů
| Řada | Díly | Premiéra v USA   | Premiéra v USA  |
| Řada | Díly | První díl        | Poslední díl    |
| ---- | ---- | ---------------- | --------------- |
| 1    | 6    | 3. března 1985   | 2. dubna 1985   |
| 2    | 18   | 24. září 1985    | 13. května 1986 |
| 3    | 15   | 23. září 1986    | 5. května 1987  |
| 4    | 14   | 9. září 1987     | 22. března 1988 |
| 5    | 13   | 5. prosince 1988 | 14. května 1989 |

## Inovace formátu

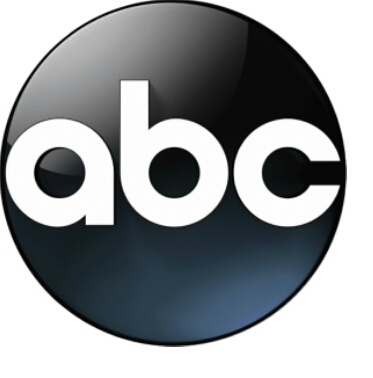
American Broadcasting Company

Tuto seriálovou sérii vytvořil Glenn Gordon Caron, jeden z producentů seriálu Remington Steele, když byl osloven manažerem ABC Lewisem H. Erlichtem. Tomu se líbila práce, kterou Caron udělal na sitcomu Taxi a seriálu Remington Steele. Chtěl udělat detektivní seriál s filmovou hvězdou v hlavní roli, která by oslovila diváky. Caron chtěl udělat romantický seriál, na to mu Erlicht odpověděl: „Je mi jedno co to je, pokud je to detektivní seriál.“
Tón seriálu byl ponechán na produkčním týmu, což vedlo k tomu, že se Měsíční svit stal jedním z prvních úspěšných komediálně-dramatických televizních seriálů, ve kterém byla stejná rovnováha humoru a vážného obsahu. Seriál byl znám rychlým přechodem obrazů, stejně jako rychlých dialogů mezi hlavními aktéry. Byl to návrat k komediálním filmům, jaké točil např. Howard Hawks. Všechny tyto inovace vyústily v nominaci seriálu, poprvé v padesátileté historii Directors Guild of America, na cenu za Nejlepší drama a Nejlepší komedii v roce 1985, a 1986.

### Prolamování tzv. čtvrté stěny
Seriál Měsíční svit byl znám svým prolamováním, tzv. čtvrtou stěnu, v mnoha epizodách, kde v dialozích byly přímé odkazy na scenáristy, publikum, ABC, nebo samotné série. Například, když se žena snažila spáchat sebevraždu tím, že chtěla skočit do vany s televizí, ve které vystupují Tři moulové (anglicky The Three Stooges), David Addison jr. říká: „The Stooges? Are you nuts? The network'll never let you do that, lady!"
V úvodní scénce (anglicky cold open, nebo teaser sequence) byly někdy zmíněny hlavními postavami Maddie Hayes a David Addison jr. jiní herci, diváci nebo televizní kritici, případně byli osloveni diváci ve studiu, nebo producenti samotného seriálu.
Tyto scénky vznikly jako nouzové řešení, kdy se měl vyplnit čas, protože dialog ve scéně skončil dříve, a producenti potřebovali další téma, kterým by doplnili plánovanou délku dílu.

### Fantasy

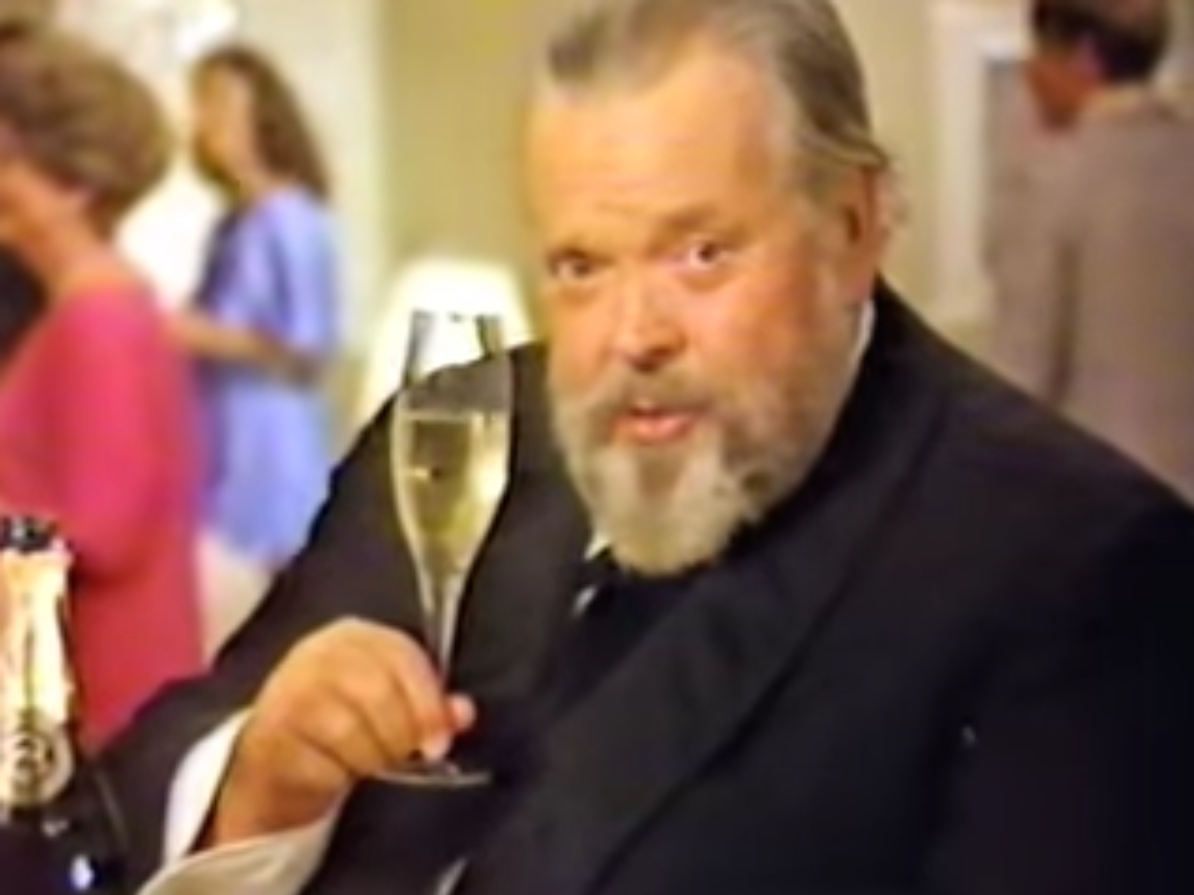
Orson Welles (1978–1981)

Seriál obsahoval také prvky fatnasy, v díle Každý má své dny (anglicky The Dream Sequence Always Rings Twice), jsou dvě dlouhé a komplikované černobílé sekvence. David Addison jr. a Maddie Hayes vyprávěli divákům o vraždě dědice tehdy slavného nočního klubu, ke které došlo ve čtyřicátých letech minulého století. Maddie Hayes a David Addison jr. se dohadují, zda ten muž a žena, kteří byli za zločin popraveni, tedy zda byli skutečným vrahy. Ve filmu jsou dvě sekvence, detektivní verze toho, jak k vraždě došlo. tyto sekvence byly natočeny na černobílý film, aby vypadaly jako tehdejší filmy ze 40. let. Ze strachu z reakce fanoušků na tuto černobílou epizodu, studio ABC před vysíláním tohoto dílu uvedlo krátkou zprávu, že film bude hrán v černobílé verzi.
Producenti seriálu angažovali jako herce Orsona Wellese, kdy měl hrát sám sebe, jako mrtvého. Orson Welles zemřel za týden po natáčení. Tento díl byl vysílán několik dní poté.

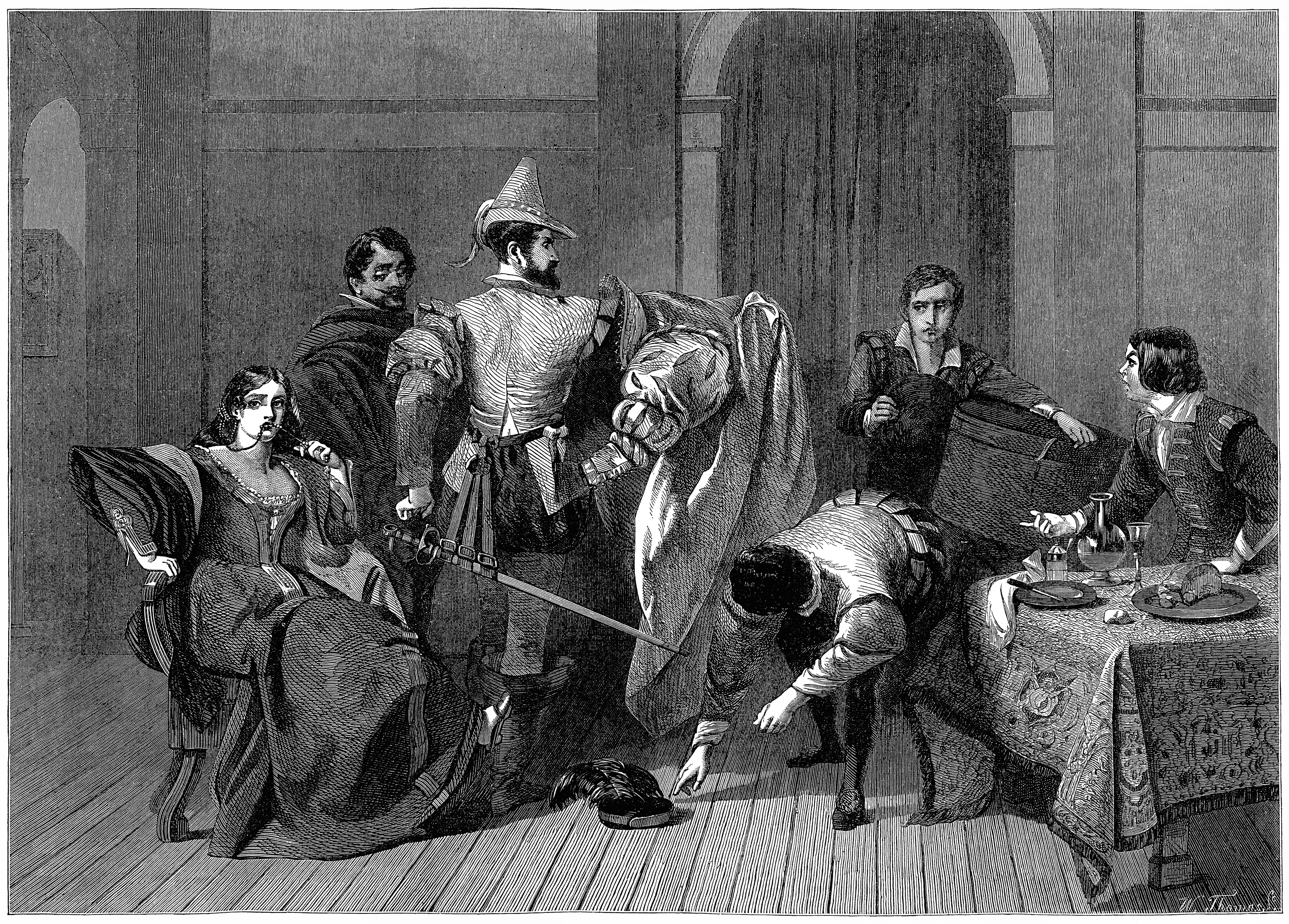
William Shakespeare: Zkrocení zlé ženy, čtvrté jednání, třetí scéna. Petruchio najde chyby na všech darech, které své nové ženě přinesl, a nechá je odnést pryč, aby ženu přiměl k poslušnosti. Dřevoryt od C. R. Leslie (1794–1859)

V díle Atomic Shakespeare, který byl vytvořený jako variace na komediální hru Zkrocení zlé ženy, kdy v roli Petruccia byl David Addison jr., Maddie Hayes hrála Kateřinu, Agnes DiPesto Bianku a Herbert Viola Lucentia. Tento díl měl kostýmy z Shakespearovské éry, došlo k vytvoření vtipných anachronismu a variací na seriál Měsíční svit. Postavy říkají dialogy básnickou formou blankvers, která byla složena v jambickém pětistopém verši. Do dílu byla přidána scéna, kdy Shakespeara nutí jeho matka k dělání domácí úlohy, zatím co on si v duchu představuje jak sleduje seriál Měsíční svit.

### Ostatní inovace
Seriál částečně zesměšňoval spojení Pierce Brosnana s seriálem Remington Steele, kdy v jednom díle Měsíčního svitu udělají scénu, která je velmi podobná scéně z Remington Steele. Seriál Měsíční svit uznal také vliv seriálu Hart a Hartová (původní název Hart to Hart). V díle It’s a Wonderful Job se Maddie Hayes zjevuje anděl, který ji sděluje, že v alternativní realitě převzali Hart a Hartová její detektivní agenturu. Představitelé Harta a Hartové, Robert Wagner a Stefanie Powers, se nikdy v seriálu neobjevili. Lionel Stander si zahrál roli, jako Hartův asistent Max.

## Produkce
Seriál Měsíční svit byl v té době unikátní, byl jeden ze tří, který byl pro tzv. FCC regulaci (anglicky FCC regulations) vlastněn a produkován přímo samotnou televizní společností (např. NBC produkovala Punky Brewster, CBS produkovala Twilight Zone revival). To umožnilo televizní společnosti větší flexibilitu při sestavování rozpočtu, protože „back-endový potenciál“ pro zisk byl mnohem větší, když se nemusel platit licenční poplatek filmovému studiu nebo nezávislé produkční společnosti. Ve výsledku dostal tvůrce Caron od ABC dosti velkou kontrolu nad výrobou. Caron byl perfekcionista a pohlížel na seriál jako na hodinový film, používat techniky obvykle určení pro velko-rozpočtové filmy. Když chtěl zachytit atmosféru 40. let, zakázal používání zoomu, kamera se musela fyzicky přiblížit ke scéně, to pak vede k tomu, že se musí současně pracovat i s osvětlením. Tzv. difúzní disky (anglicky Diffusion disks), které byly použity, změkčily rysy Cybill Shepherdové. Musela být použita zvláštní čočka, díky které byla Maddie Hayes rozostřena a David Addison jr. ne.
Velkou zásluhu na tomto stylu a dojmu měl Gerald Finnerman, jako kamerový ředitel. Finnerman byl kameraman druhé generace, byl vychován ve staré škole kinematografie, když spolupracoval se svým otcem, Perry Finnermanem a později jako kameraman s Harry Stradlingem na filmech My Fair Lady a Obraz Doriana Graye (anglicky The Picture of Dorian Gray). Finnerman pak pokračoval jako kamerový ředitel pro televizní seriál Star Trek a byl zodpovědný za vytváření scén v tomto seriálu, za pomocí černobílých osvětlovacích technik použitých pro barevný film. Díky této spolupráci získal seriál Měsíční svit nominaci na Cenu Emmy za černo-bílou epizodu Každý má své dny (The Dream Sequence Always Rings Twice). Finnerman byl do týmu přijat až po odvysílání pilotního dílu. Dohlížel na každý aspekt seriálu včetně skriptů, osvětlení, scénografie, a režíroval některé z pozdějších epizod.
Typický scénář pro hodinový televizní seriál měl 60 stran. Scénáře pro Měsíční svit měly 2× tolik, díky překrývání dialogů hlavních postav. Natáčení průměrného televizního dílu trvalo 7 dní, jeden díl Měsíčního svitu byl natáčen 12 až 14 dní, vč. dokončení dialogů, které Caron dopsal v den, kdy se natáčelo. Díky tomu se seriál stal jedním z nejdražších televizních pořadů. Průměrné náklady na běžnou epizodu byly 900.000USD, náklady na epizodu v tomto seriálu byly téměř dvojnásobné. Epizodu Každý má své dny (anglickyThe Dream Sequence Always Rings Twice) se natáčela 16 dní a náklady byly 2.000.000USD.
Caron často obhajoval svou filmovou práci v zájmu diváka, co by chtěl a proto produkoval kvalitní produkt. Použil následující analogii k ilustraci tohoto záměru: „Přemýšlení pracovníků v televizi, které mi nedávalo smysl, je to, že půlhodina televizních nákladů je X, a hodina televizních nákladů je Y, bez ohledu na to, co je to vlastně televize. Paralelně k tomu, když máte hlad, ať už jdete do McDonald's, nebo jestli jdete do 21 Clubu, je to stejné, protože v obou podnicích si naplníte žaludek."
Celé soustředění na detail vyústilo ve zpoždění výroby seriálu a jeho následné vysílání. Seriál byl notoricky znám tím, že nové epizody nebyly včas připraveny pro vysílání. První dvě série Měsíčního svitu se soustředily především na hlavní dvě postavy, Maddie Hayes a Davida Addison jr., které byly téměř v každé scéně. Podle Cybill Shepherdové: „Odcházela jsem každý den v 5 hodin dopoledne. Scénáře pro Měsíční svit měly skoro sto stran, tedy dvojnásobné oproti hodinovému televiznímu seriálu. Téměř od chvíle, kdy se kamery začaly pohybovat, jsme byli na place, někdy jsme dokončovali jen stěží šestnáct epizod na sérii, nikdy ne dvacet, jak tomu bylo u standardních seriálů."
Zpoždění bylo tak velké, že i ABC používala toto zpoždění v reklamě, kdy se uvádělo, že ve vedení netrpělivě čekají na doručení nových epizod. Jedna epizoda představovala televizního kritika Jeffa Jarvise, jak v úvodu sarkasticky připomíná divákům, předešlou zápletku, protože ji již určitě zapomněli.
V díle The Straight Poop si scenáristé dělali legraci ze zpoždění epizod tím, že hollywoodská publicistka Rona Barrettová oslovila detektivní agenturu Blue Moon, aby zjistili, proč nemohou být Maddie Hayes a David Addison jr. spolu. Nakonec je Rona Barrettová přesvědčila, aby se navzájem omluvili a slíbili divákům, že příští týden bude nová epizoda.

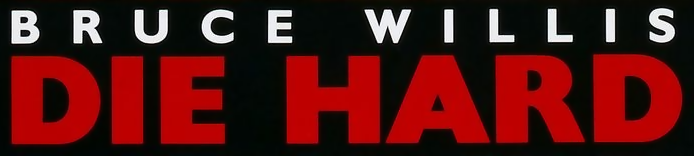
Logo filmu Smrtonosná past (Die Hard) z roku 1988.

Skutečné těhotenství Cybill Shepherdové a nehoda při lyžování, kdy si Willis zlomil klíční kost, také přispělo ke zpožděním výroby. Scenáristé se proto ve 4. sérii zaměřili na další postavy seriálu: Agnes DiPesto a Herberta Violu. Díky tomu bylo možné pokračovat v dalších epizodách.

### Režie
Na seriálu se v průběhu let podílelo několik režisérů.
| Allan Arkush           | 12 epizod, 1986-1989 |
| Peter Werner           | 9 epizod, 1985-198   |
| Christian I. Nyby II   | 7 epizod, 1985-1986  |
| Paul Krasny            | 5 epizod, 1986-1989  |
| Dennis Dugan           | 5 epizod, 1988-1989  |
| Will Mackenzie         | 4 epizody, 1985-1986 |
| Christopher Hibler     | 4 epizody, 1986-1987 |
| Jay Daniel             | 4 epizody, 1987-1989 |
| Artie Mandelberg       | 4 epizody, 1988-1989 |
| Sam Weisman            | 3 epizody, 1987      |
| Gerald Perry Finnerman | 2 epizody, 1988-1989 |
| Burt Brinckerhoff      | 1 epizoda, 1985      |
| Robert Butler          | 1 epizoda, 1985      |
| Kevin Connor           | 1 epizoda, 1985      |
| Peter Crane            | 1 epizoda, 1985      |
| Christopher Leitch     | 1 epizoda, 1985      |
| Stanley Donen          | 1 epizoda, 1986      |
| Paul Lynch             | 1 epizoda, 1986      |
| Edwin Sherin           | 1 epizoda, 1986      |
| Christopher T. Welch   | 1 epizoda, 1989      |

### Scenárista a spolupracující scenáristé
Na seriálu se v průběhu let podílel jeden scenárista a několik spolu-scenáristů.
| Glenn Gordon Caron    | (tvůrce) (66 epizod, 1985-1989) |
| Roger Director        | 15 epizod, 1985-1989            |
| Charles H. Eglee      | 15 epizod, 1986-1989            |
| Ron Osborn            | 14 epizod, 1985-1989            |
| Jeff Reno             | 14 epizod, 1985-1989            |
| Kerry Ehrin           | 13 epizod, 1985-1988            |
| Debra Frank           | 7 epizod, 1985-1988             |
| Karen Hall            | 6 epizod, 1986-1987             |
| Carl Sautter          | 5 epizod, 1985-1986             |
| Ali Marie Matheson    | 3 epizody, 1985                 |
| James Kramer          | 3 epizody, 1989                 |
| Chris Ruppenthal      | 3 epizody, 1989                 |
| Bruce Franklin Singer | 2 epizody, 1985-1986            |
| Barbara Hall          | 2 epizody, 1988-1989            |
| Jerry Stahl           | 2 epizody, 1989                 |
| Frank Dandridge       | 1 epizoda, 1985                 |
| Joe Gannon            | 1 epizoda, 1985                 |
| Mary Ann Kasica       | 1 epizoda, 1985                 |
| Michael Petryni       | 1 epizoda, 1985                 |
| Michael Scheff        | 1 epizoda, 1985                 |
| Peter Silverman       | 1 epizoda, 1985                 |
| Eric Blakeney         | 1 epizoda, 1986                 |
| Dale Gelineau         | 1 epizoda, 1986                 |
| Scott Spencer Gorden  | 1 epizoda, 1986                 |
| Jonathan Lemkin       | 1 epizoda, 1986                 |
| Gene Miller           | 1 epizoda, 1986                 |
| Pauline Miller        | 1 epizoda, 1986                 |
| William Shakespeare   | 1 epizoda, 1986                 |
| Judith Kahan          | 1 epizoda, 1988                 |
| Doug Steinberg        | 1 epizoda, 1988                 |
| Marc Abraham          | 1 epizoda, 1989                 |
| Ron Clark             | 1 epizoda, 1989                 |
| Merrill Markoe        | 1 epizoda, 1989                 |

### Další role ve filmovém štábu
| Timothy A. Miguel  | masky, 1. série |
| Charlie Picerni    | kaskadér        |
| Gregory J. Barnett | kaskadér        |

### Produkce českého znění
České znění připravili: Barbora Wildová, Milada Dobiášová, Radka Lehká, Zdeněk Franc, Karolína Průšová, Jan Morávek
Režie českého znění: Vladimíra Wildová
Vyrobila: ČNTS Nova, v agentuře Bontonfilms

## Hudba a zpěv
Oba představitelé, Cybill Shepherdová a Bruce Willis v seriálu zazpívali několik písní. Spolu s nimi vystupovala také swingová kapela a jazzový zpěvák.
| Al Jarreau         | úvodní píseň |
| Cybill Shepherdová | v 2. sérii, v díle Každý má své dny (The Dream Sequence Always Rings Twice) zpívá píseň Blue Moon                                                                   |
| Bruce Willis       | ve 3. sérii, v díle Atomic Shakespeare zpívá píseň od The Rascals Good Lovin, rovněž zpívá úryvky dalších písní např. Blue Moon a I Told Ya I Love Ya, Now Get Out! |
| Foreigner          | skladba Waiting for a Girl like You |
| The Temptations    | skupina vystupuje v 3. sérii, v díle Symphony in Knocked Flat a hraje sama sebe                                                                                     |
| Ray Charles        | zpěvák vystupuje v 4. sérii, v díle A Trip to the Moon a hraje sám sebe                                                                                             |

## Hodnocení a pokles sledovanosti
Seriál Měsíční svit byl hitem u televizního publika, stejně jako u kritiků a odborníků ve filmovém a televizním průmyslu. Druhá série získala 16 nominací na Ceny Emmy. Tato série byla na 20. místě hodnocení dle hodnoticí agentury Nielsen. Ve třetí sérii dosáhl seriál vrcholu, byl na 9. místě, v další sérii spadl na 12 místo.
Seriál, resp. začátek jeho poklesu byl zaznamenán ve 3. sérii, u 14. epizody Am Curious… Maddie, kdy mělo dojít k započetí vztahu mezi Maddie Hayes a David Addison Jr. po téměř dva a půl roku trvajícím romantickém napětí. Na DVD s 3. sérii režisér Caron řekl, že necítil, že by tato událost v seriálu měla vést k poklesu sledovanosti a následnému ukončení seriálu.
Seriál přišel o Carona, jako o vedoucího producenta a hlavního scenáristu po neshodách s produkcí. Jak řekl: „Nemyslím si, že Cybill Shepherdová pochopila, jak velké bude její pracovní vytížení. Vznikla s ní jistá situace (komplikace) a v určitém okamžiku to bylo jasné, že ... ehm ... Stačí když řeknu, že jsem tam nebyl poslední rok a půl." Cybill Shepherdová si vzpomněla, že když Caron opustil show, prohlásil, že je to buď on, nebo ona, a on si nemyslel, že by to byl nápad vedení ABC.
Když se postava Maddie Hayes v druhé polovině 4. série vrátila do Los Angeles, scenáristé se pokusili znovu vytvořit napětí mezi ní a Davidem Addisonem Jr.. V díle Tracks of My Tears vytvořili zápletku, kdy se Maddie Hayes po několikahodinové jízdě vlakem do L.A. spontánně provdala za muže, kterého poznala právě v tom vlaku a oním mužem byl Walter Bishop, kterého hrál Dennis Dugan. Když si Cybill Shepherdová přečetla scénář, vyjádřila se proti tomu, řekla že by její postava nikdy nic takového neudělala, ale její námitka byla zamítnuta. Tento krok scenáristů nedokázal oživit sexuální napětí a jiskření mezi hlavními postavami, stejně tak tento krok nebyl přijat publikem. To vedlo k dalšímu poklesu sledovanosti.

### Ukončení seriálu
Žádná z hlavních hvězd nebyla obsazena do poslední série: Bruce Willis, který měl velký úspěch s filmem Smrtonosná past, chtěl točit více filmů. Cybill Shepherdová, která porodila dvojčata Zacka a Ariel, byla unavená z dlouhých a vyčerpávajících natáčecích dnů.
V 5. sérii (1988–1989) klesla sledovanost. Stávka Writers Guild of America, která trvala od března do srpna 1988, zničila plány na pokračování seriálu (1987–1988). Seriál by dotočen podle napsaných scénářů a vysílal se v televizi ve 3-D verzi, po dohodě s Coca-Colou. První epizoda z 5. série byla uvedena se zpoždění 6. prosince 1988. V květnu 1989 byl odvysílán poslední díl.
Dle tradice s prolomením tzv. čtvrté stěny, byla poslední epizoda nazvána Lunar Eclipse. Maddie Hayes a David Addison jr. se vracejí ze svatby Agnes DiPesto a Herbert Violy. Najdou svou kancelář Blue Moon rozebranou. Manažer ABC jim sdělí, že seriál byl zrušen. Oba protagonisté pak ve studiu hledají televizního producenta, kterému říkají Cy, aby mu sdělili že jejich svět Měsíčního svitu se demontuje. Najdou Cy, který si pouští In 'n Outlaws, epizodu, která byla vysílána o dva týdny dříve. Jakmile jsou informováni o situaci, Cy upozorňuje Maddie Hayes a David Addison jr. na nebezpečí, že pokud bude seriál pokračovat, ztratí své publikum a křehkost romantiky. Cy byl hrán Dennisem Duganem, stejným hercem, který hrál Waltera Bishopa v epizodě Maddie Hayes Got Married a také byl režisérem této epizody.
Maddie Hayes a David Addison jr. si přiznávají porážku, že seriál končí, ale ne dříve, než Maddie Hayes řekne Davidovi Addisonovi jr.: „Nedokážu si představit, že vás zítra uvidím znovu.“ Seriál končí zprávou, která uvádí že: „Detektivní agentura Blue Moon přestala fungovat 14. května 1989. Případ Anselmo nebyl nikdy vyřešen ... a zůstává tajemstvím dodnes."

### Syndikace
V rámci seriálu nebylo vytvořeno dostatečné množství epizod k získání tzv. syndikačního kontraktu, po odvysílání seriálu to nebylo nereálné. Ke změně došlo po vydání DVD. Seriál se v letech 1990 a 2000 objevil na kabelových kanálech, např. Lifetime a Bravo v USA, a W Network v Kanadě. Bravo ve svém vysílání často uvádělo nové promo akce s Maddie Hayes a David Addison jr. s použitím originálních seriálových klipů. Díl Atomic Shakespeare byl vysílán na televizní síti Nick at Nite v roce 2005 jako součást oslav 20. let existence. V roce 1985 společnost ABC v pořadu Tuesday night line-up ocenila seriály Who's the Boss? (1984), Growing Pains (1985) a Měsíční svit. BBC Two zpočátku vysílala seriál ve Velké Británii v letech 1986 až 1989, později seriál uváděla stanice Sky One, v roce 1991. Na CBS Drama byl seriál uváděn od listopadu 2009. Mezi lety 2005 a 2008 se seriál objevoval na zaniklém kanálu ABC1.
V Asii byla 1. a 2. série vysílána od prosince 2013 na Rewind Network's, resp. na kanálu HITS.
V 90. letech byla 1. a 2. série vysílána v ČSFR na ČT. Seriál, resp. 1.; 2.; 3. a 4. série byla v roce 2011 vysílána na AXN Crime a v roce 2012 na TV Barrandov.

## Ocenění a nominace
Seriál byl nominován na mnoho ocenění, včetně nominací na Cenu Emmy, kde získal 7 cen. Byl také nominován na Zlatý glóbus, kde získal 3 ceny.

## Domácí média
Anchor Bay Entertainment vydal původní pilotní epizodu na DVD v regionu 1. Lions Gate Entertainment vydal později celou sérii Měsíčního svitu, včetně pilotní epizody, v regionu 1. Každé vydání DVD obsahovalo bonusové díly, včetně komentářů. V roce 2013 byla ukončena výroba těchto DVD.
| Název DVD                               | Počet epizod | Datum vydání v regionech | Datum vydání v regionech | Datum vydání v regionech | Speciální funkce |
| Název DVD                               | Počet epizod | Region 1                 | Region 2                 | Region 4                 | Speciální funkce |
| --------------------------------------- | ------------ | ------------------------ | ------------------------ | ------------------------ | --- |
| Moonlighting - The Pilot Episode (1985) | 1            | 25. leden 2000           |                          |                          | Kamerové zkoušky Bruce Willise, 12-strana brožura, vč. fotek medailonků herců, seznamu účinkujících, audio komentář Bruce Willise a Glenna Gordona Carona |
| Série 1, Série 2                        | 25           | 31. květen 2005          | 6. říjen 2008            | 21. březen 2006          | Epizoda Not Just a Day Job. Film o filmu: Inside the Blue Moon Detective Agency, The Moonlighting Phenomenon; komentáře k epizodám                        |
| Série 3                                 | 15           | 7. únor 2006             | 20. duben 2009           | 7. březen 2007           | Film o filmu: Memories of Moonlighting; komentáře k epizodám                                                                                              |
| Série 4                                 | 14           | 12. září 2006            | 22. červenec 2009        | 17. červenec 2007        | Komentáře k epizodám |
| Série 5                                 | 13           | 6. březen 2007           | 14. září 2009            | 15. listopad 2007        | Film o filmu: Maddie And David In The Making; audio komentáře                                                                                             |

### DVD v ČR
V České republice distribuci DVD zajišťovala společnost Centrum českého videa.

## Parodie
Riptide, byl populární detektivní seriál, jehož sledovanost klesala poté, co byl vysílán v čase, kdy byl uváděn seriál Měsíční svit, přesněji 1. a 2. série. V epizodě, která byla vysílána sítí NBC 16. dubna 1986 ve 20h, pod názvem Moonlighting si postavy Rosalinda Granta (hraje Annette McCarthy) a Cary Russella (hraje Richard Greene), dělaly legraci z Maddie Hayes a David Addison jr., když se stali odbornými poradci (detektivními experty) pro fiktivní detektivní seriál. Epizoda byla upravena tak, že stylem dialogů připomínala dialogy ze seriálu Měsíční svit. Oba protagonisté to doplnili patřičnými kostýmy. Vedoucí producent seriálu Riptide Babs Greyhosky řekl: „Udělali jsem si z nich trochu srandu, když nás vyhodili do vzduchu a dodal, že celý štáb, vč. herců jsou fanoušky seriálu Měsíční svit."
Epizoda byla společností NBC záměrně propagována, jako parodie na seriál Měsíční svit, mělo to vyznít jako pocta tomuto seriálu.